# Nové Štrbské pleso
Nové Štrbské pleso je jezero v Mlynické dolině ve Vysokých Tatrách na Slovensku. Má rozlohu 2,128 ha a je 243 m dlouhé a 182 m široké. Dosahuje maximální hloubky 9,6 m. Jeho objem činí 21 135 m³. Leží v nadmořské výšce 1311 m.

## Okolí
Na severním břehu roste les, nacházejí se zde mokřady a jedná se o jedinou část břehu, po které nevede zpevněná cesta. Po východním břehu vede hlavní příjezdová silnice do Štrbského Plesa, z níž odbočuje silnice vedoucí po jižním břehu jezera, která končí na jeho jižním konci, kde stojí od roku 1975 Hotel Baník. Ten je navíc spojen místní komunikací vedoucí po západním břehu jezera se železnicí stanicí Štrbské Pleso.

## Vodní režim
Na začátku 20. století pleso postupně zarůstalo rašelinou a směřovalo k zániku. V roce 1905 zde Karol Móry začal budovat hotelový komplex, jehož součástí se stalo obnovené pleso. Voda byla přivedena z potoka Mlynica, který plesem protéká. hráz byla zvýšena a bylo do ní zabudováno stavidlo. Zarůstání rašelinou je stálým problémem a pleso je třeba pravidelně čistit. Hladina je zamrzlá přibližně 160 dní v roce. Průměrná teplota vody je 4 °C. Rozměry jezera v průběhu času zachycuje tabulka:
| Rok     | Měření prováděl   | Rozloha ha | Délka m | Šířka m | Hloubka max.m | Objem m³ |
| ------- | ----------------- | ---------- | ------- | ------- | ------------- | -------- |
| 1930    | Josef Schaffer    | 1,688      | 228     | 120     | 9,9           | [ p 4 ]  |
| 1961–67 | pracovníci TANAPu | 2,128      | 243     | 182     | 9,6           | [ p 4 ]  |
| 2005    | Gregor, Pacl      | 2,1135     | [ p 4 ] | [ p 4 ] | 9,6           | 40 640   |

## Přístup
Přístup je možný pěšky asi 150 m směrem na jihovýchod od nádraží Tatranské železnice Štrbské Pleso. Je možný také příjezd automobilem odbočkou ze silnice 538, která vede nad odtokem Mlynice. Parkoviště se nachází u hotelu Baník na jižním konci jezera.

## Fauna
V plese žije mnoho ryb a na jeho hladině také divoké kachny.